# Rettenbach (Cham járás)
Rettenbach település Németországban, azon belül Bajorországban. Lakosainak száma 1826 fő (2023. december 31.).

## Népesség
A település népessége az elmúlt években az alábbi módon változott:
| Lakosok száma | 1447 | 1255 | 1755 | 1747 | 1798 | 1830 | 1795 | 1812 | 1830 | 1826 |
|               | 1970 | 1975 | 2011 | 2012 | 2014 | 2015 | 2017 | 2019 | 2022 | 2023 |